# Ghiaccio superionico

Struttura del ghiaccio superionico

Il ghiaccio superionico o acqua superionica è una fase dell'acqua la cui esistenza è stata teorizzata nel 1999 da SISSA “Abdus Salam” International Centre for Theoretical Physics (ICTP) di Trieste; essa si viene a creare sotto una forte pressione (2 GPa) e temperatura (4700 °C) ed ha la proprietà di essere sia liquida che solida.
La conferma sperimentale della sua esistenza si è avuta nel 2019 ai laboratori Laser Energetics di Brighton (Stato di New York, Stati Uniti).

## Descrizione
A differenza delle altre forme di ghiaccio scoperte in precedenza, che mantenevano le molecole d'acqua integre, in questa fase gli atomi di ossigeno formano un reticolo a celle cubiche mentre gli atomi di idrogeno scorrono liberamente all'interno di esso come un fluido. Questa sua conformazione ha portato gli scienziati ad interrogarsi sul fatto che possa essere considerato un nuovo stato della materia o solo un'altra forma di ghiaccio: la numero XVIII.

## Presenza in natura
Secondo i ricercatori questa fase sarebbe molto abbondante nell'universo e, in particolare nel sistema solare, potrebbe essere la forma d'acqua più presente, potendosi trovare all'interno di Urano e Nettuno a circa 8 000 km di profondità sebbene al loro interno vi siano altri elementi e ancora non si sa come questa fase dell'acqua possa interagire con essi.